# Rádlo
Rádlo település Csehországban, Jablonec nad Nisou-i járásban. Rádlo Rychnov u Jablonce nad Nisou, Jablonec nad Nisou, Jeřmanice és Liberec településekkel határos. Lakosainak száma 1018 fő (2024. január 1.).

## Népesség
A település lakosságának változását az alábbi diagram mutatja:
| Lakosok száma | 1803 | 1788 | 1631 | 894  | 552  | 553  | 868  | 903  | 947  | 1018 |
|               | 1869 | 1890 | 1921 | 1950 | 1980 | 2001 | 2017 | 2019 | 2022 | 2024 |